# Caecidotea richardsonae
Caecidotea richardsonae is een pissebed uit de familie Asellidae. De wetenschappelijke naam van de soort is voor het eerst geldig gepubliceerd in 1901 door Hay.